# Puy-de-Serre
Puy-de-Serre é uma comuna francesa na região administrativa da Pays de la Loire, no departamento de Vendéia. Estende-se por uma área de 13,81 km². Em 2010 a comuna tinha 324 habitantes (densidade: 23,5 hab./km²).